# Сибірська губернія
58°11′00″ пн. ш. 68°16′00″ сх. д. / 58.18333333° пн. ш. 68.26666667° сх. д.

Сибірська губе́рнія, Сибірське царство — адміністративно-територіальна одиниця Московії, утворена 18 грудня 1708 наказом царя Петра I. Центр губернії — місто Тобольськ.

## Створення
На початку завоювання Сибірське царство керувалося Посольським приказом як завойована країна.
З 1599 Сибір перейшов у підпорядкування Приказа Казанського дворцу.
З 1637 керується Сибірським приказом, який був поділений адміністративно на разряди, повіти (керувалися воєводами), волості і стани. Існували Тобольський разряд, Томський разряд, Єнісейський разряд.
У 1708 у Сибірську губернію увійшли міста з повітами: Березов, Верхотур'є, Вятка, при Вятці 4 передмістя, Єнісейськ, Ілімськ, Іркутськ, Кай городок, Кетськ, Красний Яр, Кузнецьк, Кунгур, Мангазея, Нарим, Нерчинськ, Пєлим, Перм Велика, Солікамськ, Сургут, Тара, Тобольськ, Томськ, Туринськ, Тюмень, Чердинь, Якутськ, Яремськ.

## Поділ на провінції
29 травня 1719 губернія поділена на три провінції: Вятську, Солікамську і «Сибірські міста».
29 квітня 1727 до Казанської губернії відійшли Вятська й Солікамська провінції.
30 січня 1736 Сибірська губернія поділена на Тобольську та Іркутську провінції, причому провінції були незалежними одна від іншої.
13 серпня 1737 з Тобольської провінції до Оренбурзької губернії передані землі (Ісетський й Окунєвський дістрикти та Шадринський повіт), що утворили Ісетську провінцію.
З 1 березня по 6 липня 1740 Сибірську губернію очолював Шипов Іван Опанасович (1682—1749) — генерал-аншеф, головний командир Малоросійського тимчасового Правління гетьманського уряду (з 17 вересня 1740 по 15 жовтня 1742).
19 жовтня 1764 Сибірське царство (мова наказу) поділене на Тобольську та Іркутську губернії.

## Скасування губернії
У 1782 Сибірська губернія (царство) скасована з утворенням Тобольського, Іркутського і Коливанського намісництв.